# Hadena tepeca
Hadena tepeca là một loài bướm đêm trong họ Noctuidae.